# Nomophila distinctalis
Nomophila distinctalis là một loài bướm đêm trong họ Crambidae.